# سنترال بارك (رواية)
سنترال بارك (بالفرنسية: Central Park)‏ هي رواية للكاتب الفرنسي غيوم ميسو نُشرت سنة 2014، وهي الرواية الحادية عشرة له.

## القصة
رواية تدور حول شرطية وعازف موسيقي يستيقظان ذات صباح ليجدا نفسيهما مقيدين بسلسلة على أحد مقاعد حديقة سنترال بارك في نيويورك، ولم تكن بينهما معرفة سابقة.
كيف وصلا إلى هناك، وهل يمكن لشخص ما أن يكون في مكانين مختلفين متباعدين في ذات اللحظة، لكن دائما هناك جانب من الحقيقة لا يظهر إلا في اللحظات الأخيرة، يقلب كل التوقعات.

## روابط خارجية
- «سنترال بارك» على موقع goodreads.com